# Neue Liebeslieder
Neue Liebeslieder (Nuove canzoni d'amore), Op. 65, scritta nel 1869-1874 da Johannes Brahms, è una raccolta di brani per quattro voci soliste e pianoforte a quattro mani.
I Neue Liebeslieder sono stati scritti dopo il successo dei popolari Liebeslieder Walzer, op. 52, dei quali costituiscono il proseguimento ideale.

## Storia
Le canzoni sono anche conosciute come Neue Liebesliederwalzer. I Neue Liebeslieder furono scritti tra il 1869 e il 1874. Il testo delle canzoni è adattato da canti popolari di varie zone d'Europa tra cui Turchia, Polonia, Lettonia e Sicilia. Il testo delle canzoni dalla n. 1 alla n. 14 fu tradotto e compilato da Georg Friedrich Daumer nella sua serie di poesie, Polydora; il testo per la quindicesima e ultima canzone, intitolata "Zum Schluß" ("In conclusione"), fu scritto da Johann Wolfgang von Goethe.
I Neue Liebeslieder op. 65 furono eseguiti per la prima volta a Karlsruhe, l'8 maggio 1875, durante un concerto organizzato al Museumsaal dal direttore d'orchestra Otto Dessoff, che in quell'occasione accompagnò i cantanti eseguendo insieme all'autore la parte pianistica.

## Analisi musicale
I Neue Liebeslieder differiscono dai precedenti Liebeslieder in quanto solo sette delle sue 15 canzoni sono per il quartetto d'ensemble, mentre altre sette sono canzoni soliste per singoli membri del quartetto, e una è per un duo.
In tutte le canzoni del quartetto, Brahms utilizza tecniche innovative per rappresentare un'idea centrale. Ad esempio, nella prima canzone, battute 16-21, raffigura le coste rocciose con il grido ripetuto di "zertrümmert", che significa "distrutto", "sfracellato". Brahms esalta anche il testo "Well auf Well" ("onda dopo onda") con salti di ottava in tutte e quattro le parti nella battuta 4 e 29. Nella n. 8, l'uso di Brahms della pausa musicale nel mezzo delle parole mescolate con il dolce canto del coro aiuta a creare un'atmosfera gentile.
Le sette canzoni soliste e un duetto differiscono dalle canzoni del quartetto in quanto i solisti illustrano diversi personaggi che si comportano in un certo modo quando si tratta di amore. Il soprano è una donna che continuamente non ha fortuna in amore; il contralto rappresenta una donna che ha improvvisamente abbandonato il suo amante; il tenore è ritratto come un uomo egoista e irresponsabile quando si tratta di rapporti con le donne, e infine il basso è qualcuno che è perdutamente innamorato della sua amante sposata.
L'ultima canzone di questo ciclo, "Zum Schluß", scritta per l'intero quartetto vocale, si allontana dal tema degli innamorati e mette i riflettori sulle muse e le ringrazia per aver ispirato non solo l'autore (Goethe), ma anche tutti gli artisti del mondo. Con questo cambio di argomento arriva il cambio di metro. Quando Brahms cambia lo standard 3⁄4 in 9⁄4, i nove movimenti vengono raggruppati in tre gruppi di tre; quindi, è un valzer all'interno di un valzer. Inoltre, "Zum Schluß" ha un'influenza barocca sotto due aspetti: la musica è molto più contrappuntistica rispetto alle canzoni precedenti in questo ciclo, e la canzone è in realtà una passacaglia, con il tema (fa–do–si bem.–la–re–do) che attraversa le sezioni esterne. Al culmine di questa canzone nella battuta 16, il piano si interrompe e il coro canta a cappella e torna dalla tonalità dominante alla tonalità tonica di fa maggiore. J. A. Fuller Maitland, nel Grove's Dictionary, ha scritto:
(Maitland 1904, 390)
È evidente che Zum Schluß, il cui testo e musica sono in netto contrasto con tutti gli altri valzer di entrambe le op. 52 e op. 65, è una dichiarazione personale di Brahms, che durante le relazioni travagliate della sua vita "sich Jammer und Glück wechseln in liebender Brust" (afflizione e felicità si alternano in un cuore (petto) che ama) ha trovato conforto nella musica "Linderung kommt einzig, ihr [Musen], von euch" (il sollievo viene solo da voi, voi [Muse]).